# 張銘 (嘉靖進士)
張銘（1517年—1566年），字文粹，號松阳，山東萊州府膠州人，民籍，明朝政治人物。

## 生平
嘉靖三十一年（1562年）山東鄉試第二名舉人。嘉靖三十五年（1556年）中式丙辰科會試第二百九十六名，三甲第一百二十三名進士。礼部观政，授户部主事，榷税九江。四十二年（1563年）以事贬同州同知。以母忧归，卒。

## 家族
曾祖張整，縣丞；祖父張喦，訓導；父張克敬，周王府教授。母王氏。兄自勉、自立、自善、自信、弟錡（生员）、鉞、鎛。